# Драммонд (переписна місцевість, Вісконсин)
Драммонд (англ. Drummond) — переписна місцевість (CDP) в США, в окрузі Бейфілд штату Вісконсин. Населення — 169 осіб (2020).

## Географія
Драммонд розташований за координатами 46°20′37″ пн. ш. 91°15′0″ зх. д. / 46.34361° пн. ш. 91.25000° зх. д. (46.343697, -91.249894).  За даними Бюро перепису населення США в 2010 році переписна місцевість мала площу 3,62 км², уся площа — суходіл.

## Демографія
Згідно з переписом 2010 року, у переписній місцевості мешкали 154 особи в 79 домогосподарствах у складі 39 родин. Густота населення становила 43 особи/км².  Було 115 помешкань (32/км²).
Расовий склад населення:
| - 99,4 % — білих |

До двох чи більше рас належало 0,6 %. Частка іспаномовних становила 0,0 % від усіх жителів.
За віковим діапазоном населення розподілялося таким чином: 25,3 % — особи молодші 18 років, 55,9 % — особи у віці 18—64 років, 18,8 % — особи у віці 65 років та старші. Медіана віку мешканця становила 45,0 року. На 100 осіб жіночої статі у переписній місцевості припадало 129,9 чоловіків;  на 100 жінок у віці від 18 років та старших — 125,5 чоловіків також старших 18 років.
Середній дохід на одне домашнє господарство  становив 36 518 доларів США (медіана — 26 875), а середній дохід на одну сім'ю — 46 043 долари (медіана — 33 750). За межею бідності перебувало 17,2 % осіб, у тому числі 29,2 % дітей у віці до 18 років та 8,8 % осіб у віці 65 років та старших.
Цивільне працевлаштоване населення становило 58 осіб. Основні галузі зайнятості: будівництво — 20,7 %, освіта, охорона здоров'я та соціальна допомога — 19,0 %, роздрібна торгівля — 15,5 %, мистецтво, розваги та відпочинок — 13,8 %.